# III. Ióannész nikaiai császár
III. Ióannész, magyarosan III. János (görögül: Ιωάννης Γ΄ Δούκας Βατάτζης, Didümoteikho (ma Didimotloho, Görögország), 1192/93 – Nümphaion (Nymphaeum) (ma Kemalpaşa, İzmir), 1254. október 30./november 3./4.), nikaiai császár (1221/22-1254).

## Élete
I. Theodórosz császár a vejét, az 1192-ben vagy 1193-ban született Johannesz Dukász Vatatzészt katonai képességei miatt tette örökösévé. Az utód kiváló adminisztrátor is volt egyben, így átszervezve a legerősebb és leggazdagabb levantei állammá tette a Nikaiai Császárságot. Ióannész egyezséget kötött a szeldzsukokkal, hogy biztosítsa a keleti határt, majd nyugati zsoldosokkal megerősített seregével nyugatnak indult. Közben flottája az Égei-tengeren támadta a velenceieket, és visszaszerezte számára Rodosz szigetét, illetve a szárazföldön győzelmet is aratott a latinok felett. Konstantinápolyt is megostromolta a bolgárokkal közösen (1235), de ebben Brienne-i János kitartó védekezése miatt nem ért el sikert. A későbbiekben államába olvasztotta az Epiruszi Despotátust és a Thesszalonikéi Királyságot.

## Gyermeke
- 1. feleségétől, Laszkarisz Irén (1200 körül–1239/41) nikaiai (bizánci) császári hercegnőtől, 1 fiú:[1]
  - Theodórosz (1221/22–1258), II. Theodórosz néven nikaiai (bizánci) császár, felesége Ilona (1224/25/26–1254 körül), II. Iván Aszen bolgár cár és Árpád-házi Mária (Anna) magyar királyi hercegnő lányaként II. András magyar király unokája, 5 gyermek, többek között:
    - IV. Ióannész bizánci császár (1250–1305 körül), nem nősült meg, gyermekei nem születtek
- 2. feleségétől, Hohenstaufen Anna (Konstancia) (1233/34–1307) úrnőtől, II. Frigyes német-római császár és Bianca Lancia lányától, nem születtek gyermekei